# Нижнебаканский сельский округ
Нижнебаканский сельский округ — административно-территориальная единица Крымского района Краснодарского края Российской Федерации.
Административный центр — станица Нижнебаканская.
В рамках муниципального устройства населённые пункты сельского округа относятся к Нижнебаканскому сельскому поселению, за исключением хутора Верхнеадагума, относящегося к Крымскому городскому поселению.

## Населённые пункты
В состав Нижнебаканского сельского округа входят 5 населённых пунктов.
| № | Населённый пункт | Тип населённого пункта | Население (чел.) |
| - | ---------------- | ---------------------- | ---------------- |
| 1 | Верхнеадагум     | хутор                  | →193             |
| 2 | Гапоновский      | хутор                  | ↗49              |
| 3 | Жемчужный        | посёлок                | 280              |
| 4 | Неберджаевская   | станица                | ↗1791            |
| 5 | Нижнебаканская   | станица                | ↗8590            |